# C6H11NS
化学式C6H11NS（摩尔质量：129.22 g/mol）可以指：
- 三甲噻唑啉（英语：Trimethylthiazoline），CAS号：4145-93-1
- 硫氰酸戊酯，CAS号：32446-40-5
- 硫氰酸异戊酯，CAS号：84356-30-9
- 异硫氰酸戊酯，CAS号：629-12-9

|  | 这个同类索引页列出了具有相同分子式的化学物（即同分異構體）条目。 除非您是有意链接至本页，否则应将相应条目的内部链接指向正确的条目。 |